# La Tour-de-Trême
La Tour-de-Trême är en ort och tidigare kommun i distriktet Gruyère i kantonen Fribourg, Schweiz.
1 januari 2006 slogs La Tour-de-Trême ihop med grannkommunen Bulle. Kommunsammanslagningen föregicks av en kommunal folkomröstning 26 september 2004 där ja-sidan erhöll majoritet.